# Batalha de Adré
A Batalha de Adré é uma batalha entre as forças rebeldes do Agrupamento para a Democracia e a Liberdade e da Plataforma para a Mudança, Unidade e Democracia contra o Exército Nacional do Chade ocorrida em 18 de dezembro de 2005 na cidade de Adré.

## Contexto
Em 2005, Idriss Déby alterou a constituição para permitir-lhe concorrer a um terceiro mandato presidencial, o que causou deserções em massa no exército. Déby foi forçado a dissolver sua guarda presidencial e formar novas forças de elite. Seu poder enfraqueceu e vários grupos armados de oposição se formaram. O Agrupamento para a Democracia e a Liberdade nasceu em agosto de 2005 e a Plataforma para a Mudança, Unidade e Democracia dois meses mais tarde. Algum tempo depois, juntar-se-iam a outros seis grupos para formar a Frente Unida pela Mudança Democrática.

## Desenrolar
A batalha começou em 18 de dezembro de 2005 quando os grupos rebeldes chadianos Agrupamento para a Democracia e a Liberdade e Plataforma para a Mudança, Unidade e Democracia, supostamente apoiados pelo governo de Sudão, atacaram a guarnição na cidade de Adré, perto da fronteira sudanesa. No entanto, os lealistas chadianos, que haviam sido avisados pela inteligência militar, facilmente repeliram os atacantes. Setenta, cem ou trezentos rebeldes foram mortos, dependendo dos relatórios. As perdas governamentais são desconhecidas, mas perderam pelo menos um helicóptero de fabricação russa em uma colisão com fios elétricos durante os combates, enquanto outro helicóptero Mil Mi-17 foi fortemente danificado pelos disparos dos rebeldes que matou pelo menos um membro da tripulação.
Em 19 de dezembro, o líder da Plataforma para a Mudança, Unidade e Democracia Yaya Dillo Djérou disse: "Algumas de nossas tropas participaram da ação em Adré, mas está sendo liderada pela RDL. Ontem assumimos o controle da cidade."
O ministro das Comunicações chadiano responsabiliza e acusa o governo sudanês de financiamento, apoio material e liderança de facto da insurgência. O objetivo da operação seria desestabilizar a situação no país e derrubar o governo do presidente Idriss Déby. Por outro lado, o porta-voz do Ministério das Relações Exteriores sudanês nega qualquer apoio aos rebeldes. O Chade declarou-se em guerra e foi acusado pelo Sudão de violar seu espaço aéreo.